# إبراهيم الذهبي
إبراهيم الذهبي (1935 - 1992)، هو إعلامي أردني. كان أحد الإذاعيين الكبار في إذاعة عمان أواسط الخمسينيات والستينيات الميلادية من القرن 20، بحيث أصبح علامة مميزة للإذاعة الأردنية. فكان مع سليمان المشيني والدكتور عمر الخطيب ثلاثيًا يشكل هوية إذاعة عمان مع أسماء لامعة أيضًا في الفترة تلك أسهمت في نهضة الإذاعة الأردنية وعدد من إذاعات دول الخليج العربي.

## حياته
ولد عام 1935م بمدينة السلط وسط الأردن. وتحصل على الثانوية، والتحق بكلية الحقوق بجامعة دمشق ثم بكلية الحقوق بجامعة القاهرة، لكنه لظروف خارجة عن إرادته لم يكمل الدراسة بأي من الجامعتين، وعاد إلى عمان حيث التحق بالعمل الإذاعي والتلفزي بها، ثم انتقل إلى أبو ظبي. ثم التحق بالعمل الإذاعي في السعودية وظل بها إلى أن وفاته المنية، بعد أن أعطى جهوده بسخاء

## وفاته[وفقًا لِمَن؟]
توفي سنة 1992 الموافق لـ 17 رمضان 1412 هـ حيث توفي بعد أن تناول إفطاره بعد الاذان مباشر.... وقبل ان يؤذن المغرب علي مائده الالإطار في منزل علي إبراهيم - كما يروي لي أحد الزملاء - سلم سلاما حارا علي الجميع، وكانه سلام مودع، ثم عانق أحد زملائه ممن كان بينهما شيء من الجفاء، واعتذر منه وطلب ان يسامحه، ورفع اذان المغرب وافطر ثم شعر بضيق في التنفس؛ فطلب منه زملاؤه ان يذهب به أحدهم الي المستشفي، فودعهم وذهب به حافظ جمعه مسرعا الي اقرب مستشفي وهو الهلال الأخضر؛ ولكنه اسلم الروح علي الجسر المؤدي الي المستشفي في ميدان القاهرة. عن عمر 57 عام.

## وصلات خارجية
- (فيديو): المذيع الكبير سعد العتيبي يستذكر المذيع الكبير إبراهيم الذهبي رحمه الله في برنامج وينك